# Matija Nastasić
Matija Nastasić (serbisch-kyrillisch Матија Настасић; * 28. März 1993 in Valjevo, Bundesrepublik Jugoslawien) ist ein serbischer Fußballspieler, der seit August 2024 bei CD Leganés unter Vertrag steht. Er ist serbischer Nationalspieler.

## Vereinskarriere

### Anfänge in Serbien
Aus seiner Heimatstadt Valjevo wechselte Matija Nastasić als Jugendlicher zum serbischen Spitzenverein Partizan Belgrad. Dort durchlief er die Jugendmannschaften des Vereins. Um Spielpraxis zu bekommen, wurde der junge Innenverteidiger für ein Jahr an Partizans Farmteam und serbischen Zweitligisten Teleoptik Zemun verliehen. Nach diesem Engagement verließ er für 2,5 Millionen Euro Partizan und wechselte zum italienischen Klub AC Florenz.

### AC Florenz
Nastasić spielte seit dem Sommer 2011 für Florenz. Die zwei letzten Spiele der Saison 2011/12 verpasste er aufgrund einer Knieverletzung. Rückblickend setzte sich Nastasić erst ab dem 11. Spieltag dauerhaft in Florenz durch, konnte dann seine Leistung konstant gut abrufen und rückte in das Blickfeld mehrerer Spitzenclubs. Dennoch belegte der AC Florenz nur Platz 13 in der Abschlusstabelle.

### Manchester City
Im August 2012 verpflichtete Manchester City den Innenverteidiger für eine Ablösesumme in Höhe von 15,2 Millionen Pfund. Dazu wechselte noch Stefan Savić, der zuvor ebenfalls von Partizan kam, nach Florenz. In England konnte er sich unter Roberto Mancini einen Stammplatz erkämpfen. Er war sowohl in der Spielzeit 2012/13 als auch 2013/14 Stammspieler und konnte 2014 die englische Meisterschaft feiern. Allerdings verpasste er viele Spiele in der Meistersaison aufgrund einer Knieverletzung. In der Champions League Saison 2013/14 schied man erst im Achtelfinale gegen den FC Barcelona aus. Unter Manuel Pellegrini spielte Nastasić allerdings keine Rolle mehr in der Kaderplanung und kam lediglich einmal im Community Shield zum Einsatz.

### FC Schalke 04

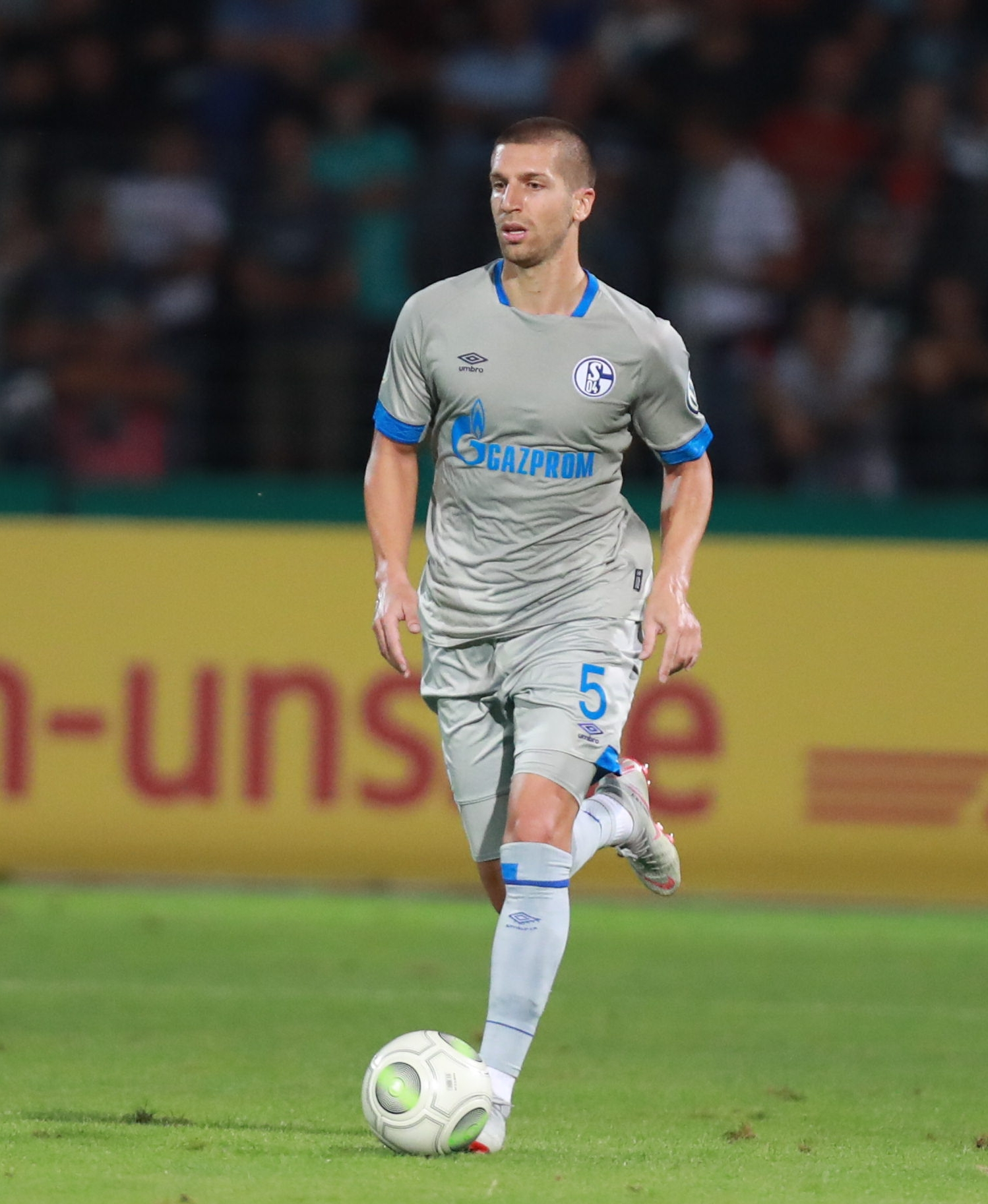
Matija Nastasić im Trikot des FC Schalke 04 (2018)

Am 12. Januar 2015 gab der FC Schalke 04 seinen Wechsel auf Leihbasis zum Bundesligisten aus Gelsenkirchen bekannt. Nastasić feierte sein Pflichtspieldebüt beim Rückrundenauftakt der Saison 2014/15. Im März 2015 wurde Nastasić für 9,5 Millionen Euro fest verpflichtet und mit einem Vertrag bis zum 30. Juni 2019 ausgestattet. Am Ende der Saison standen 16 Pflichtspiele zu Buche. Zur Saison 2015/16 bildete er mit Joel Matip die Innenverteidigung der Schalker, da Benedikt Höwedes verletzungsbedingt fehlte. Am 15. August 2015 zog er sich im Liga-Spiel gegen Werder Bremen einen Achillessehnenriss zu und fiel für den Rest der Saison aus. Sein Comeback in der Liga gab er erst am 9. September 2016, dem 2. Spieltag der folgenden Saison 2016/17, bei der 0:2-Niederlage gegen den FC Bayern München. In der Folge konnte er sich erneut in der Schalker Innenverteidigung etablieren, wurde aber immer wieder von kleineren Verletzungen zurückgeworfen, kehrte nach seiner Genesung aber zumeist gleich wieder in den Spieltagskader zurück. Am 12. April 2019, dem 29. Spieltag der Saison 2018/19, erzielte Nastasić beim 1:1 gegen den 1. FC Nürnberg in seinem 87. Ligaspiel für Schalke seinen ersten Bundesligatreffer.
Sein Vertrag lief nach einer Verlängerung im Sommer 2018 bis 30. Juni 2022. Am Ende der Saison 2020/21 stieg er mit dem Verein in die 2. Bundesliga ab.

### Über Florenz nach Spanien
Nach dem Abstieg der Schalker wechselte Nastasić am 21. August 2021 zur AC Florenz, bei der er bereits zehn Jahre zuvor aktiv gewesen war. Er bestritt im Laufe der Saison nur 5 von 38 möglichen Ligaspielen und ein Pokalspiel. Nachdem er auch in der neuen Saison 2022/23 nicht eingesetzt worden war, wechselte er Anfang September 2022 zum spanischen Verein RCD Mallorca, bei dem er einen Vertrag bis zum Ende der Saison mit der Option der Verlängerung für eine weitere Saison unterschrieb. Nach 40 Ligaspielen in zwei Jahren schloss er sich im August 2024 dem Ligakonkurrenten CD Leganés an.

## Nationalmannschaft
2009 bestritt er sein erstes Länderspiel für die U-17 Serbiens. 2010 debütierte er für die U-19, wurde aber bereits 2011 für den Kader der U-21 eingeplant. Dort verpasste man die Qualifikation für die U-21-Fußball-Europameisterschaft 2013 in Israel erst in den Playoff-Spielen gegen England. Im Freundschaftsspiel gegen Zypern am 29. Februar 2012 gab Nastasić sein Länderspieldebüt in der serbischen Nationalmannschaft.

## Erfolge

### Verein
Manchester City (2012–2015)
- Englischer Meister: 2013/14
- Ligapokalsieger: 2013/14